# Зелёный Клин (Гордеевский район)
Зелёный Клин — посёлок в Гордеевском районе Брянской области, в составе Гордеевского сельского поселения. Расположен в 2 км к северо-востоку от села Гордеевка. Население — 2 человека (2010).

## История
Основан в 1920-х гг.; до 2005 года входил в Гордеевский сельсовет.
| Годы      | 1926 | 1979 | 1989 | 2002 | 2010 |
| --------- | ---- | ---- | ---- | ---- | ---- |
| Население | 130  | 56   | 29   | 14   | 2    |